# 布森比倫

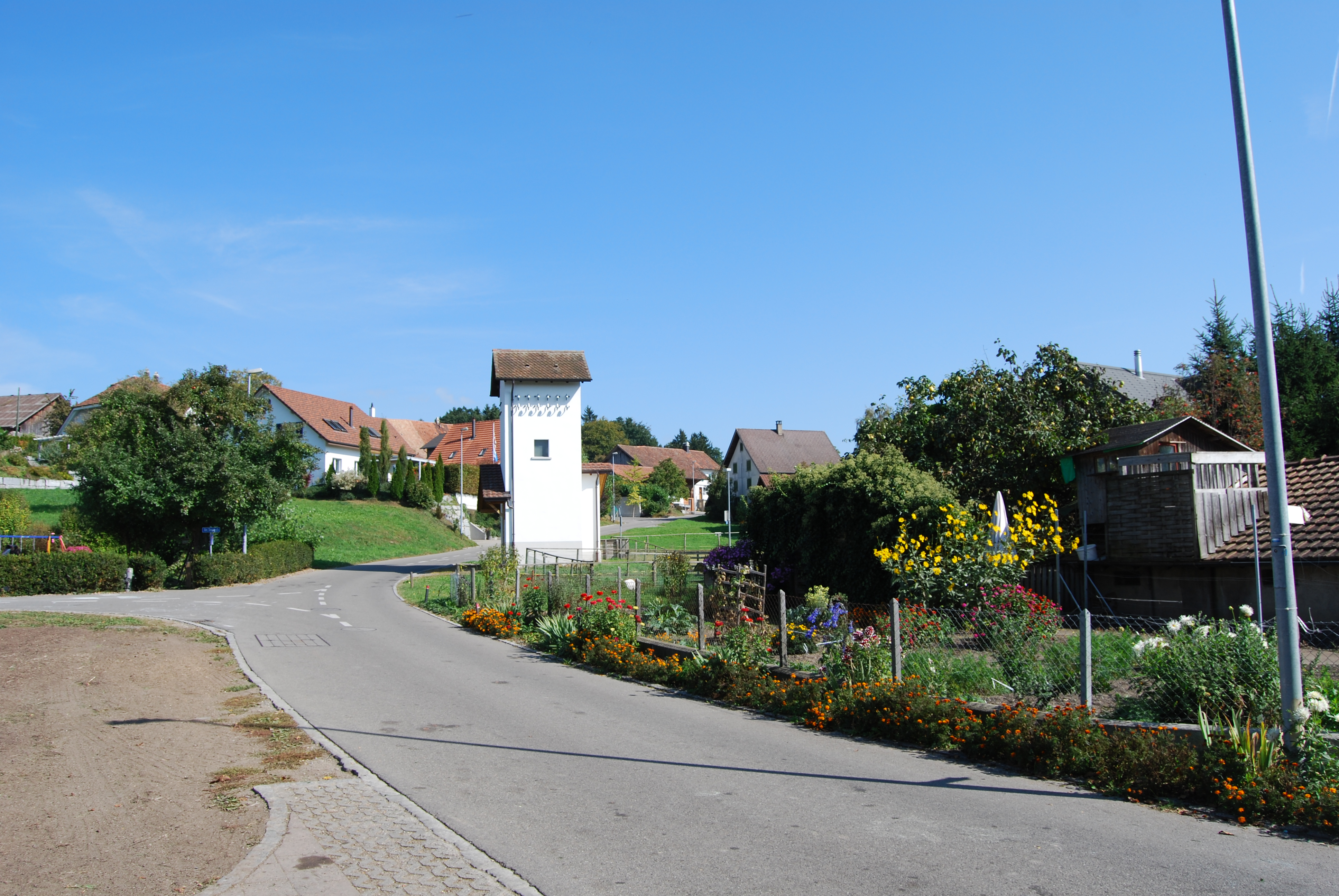

布森比倫是瑞士的城鎮，位於該國北部，由阿爾高州負責管轄，面積2.38平方公里，海拔高度455米，2012年人口581，五成半人口信奉羅馬天主教，人口密度每平方公里244人。